# Atletica leggera ai Giochi della XIV Olimpiade - Getto del peso femminile

Video della Finale
Video della Finale (il lancio dell'austriaca Schäffer)

La competizione del getto del peso femminile di atletica leggera ai Giochi della XIV Olimpiade si è disputata il giorno 4 agosto 1948 allo Stadio di Wembley a Londra

## L'eccellenza mondiale
| Camp.ssa Europea 1946 | 14,16 | Tat'jana Sevrjukova | URSS assente |
| Primatista stagionale | 14,59 | Tat'jana Sevrjukova | URSS assente |

## Risultati

### Turno eliminatorio
Qualificazione12,30 m
Dodici atlete ottengono la misura richiesta.

La miglior prestazione appartiene a Micheline Ostermeyer (Fra), con 13,140: il primo record olimpico della specialità è suo. La francese, che ha vinto quattro giorni prima il disco, può fare l'accoppiata.
| Pos. | Atleta                       | Nazione        | Misura |
| ---- | ---------------------------- | -------------- | ------ |
| 1    | Micheline Ostermeyer         | Francia        | 13,14  |
| 2    | Eivor Olson                  | Svezia         | 12,62  |
| 3    | Bevis Reid                   | Gran Bretagna  | 12,57  |
| 4    | Amelia Piccinini             | Italia         | n/d    |
| 4    | Inga Schäffer                | Austria        | n/d    |
| 4    | Paulette Veste               | Francia        | n/d    |
| 4    | Jaroslava Křítková-Komárková | Cecoslovacchia | n/d    |
| 4    | Anni Bruk                    | Austria        | n/d    |
| 4    | Marija Radosavljević         | Jugoslavia     | n/d    |
| 4    | Ingeborg Mello               | Argentina      | n/d    |
| 4    | Paulette Laurent             | Francia        | n/d    |
| 4    | Marianne Schläger            | Austria        | n/d    |
| 13   | Elisabeth Müller             | Brasile        | 11,87  |
| 14   | Frances Kaszubski            | Stati Uniti    | 11,31  |
| 15   | Ans Panhorst-Niesink         | Paesi Bassi    | 11,18  |
| 16   | Dorothy Dodson               | Stati Uniti    | 11,05  |
| 17   | Elspeth Whyte                | Gran Bretagna  | 10,75  |
| 18   | Liv Paulsen                  | Norvegia       | 10,20  |
| 19   | Margaret Birtwhistle         | Gran Bretagna  | 9,74   |

### Finale
La Ostermeyer fa sua la gara con un lancio alla prima prova che le vale il nuovo record olimpico.

La seconda classificata, Amelia Piccinini, è distanziata di 66 cm.
| Pos.    | Atleta                       | Età | Nazione        | Misura |
| ------- | ---------------------------- | --- | -------------- | ------ |
| Oro     | Micheline Ostermeyer         | 25  | Francia        | 13,75  |
| Argento | Amelia Piccinini             | 31  | Italia         | 13,095 |
| Bronzo  | Inga Schäffer                | 25  | Austria        | 13,080 |
| 4       | Paulette Veste               | 20  | Francia        | 12,985 |
| 5       | Jaroslava Křítková-Komárková | 21  | Cecoslovacchia | 12,920 |
| 6       | Anni Bruk                    | 24  | Austria        | 12,500 |
| 7       | Marija Radosavljević         | 21  | Jugoslavia     | 12,355 |
| 8       | Bevis Reid                   | 29  | Gran Bretagna  | 12,170 |
| 9       | Ingeborg Mello               | 29  | Argentina      | 12,085 |
| 10      | Paulette Laurent             | 22  | Francia        | 12,030 |
| 11      | Eivor Olson                  | 25  | Svezia         | 11,840 |
| 12      | Marianne Schläger            | 27  | Austria        | 11,775 |

La Ostermeyer vincerà anche il bronzo nell'alto. Le sue eccezionali prestazioni saranno però oscurate dai quattro ori di Fanny Blankers-Koen.